# Oahu
Oahu är den tredje största (1 545,3 km²) och den mest befolkade ön i ögruppen och delstaten Hawaii. Befolkningen uppgick 2010 till 953 207, vilket är cirka 70 procent av den totala befolkningen i delstaten Hawaii.
Största staden är delstatens huvudstad Honolulu med dess berömda strand Waikiki.

## Historia
Ön Oahu har länge bebotts av olika polynesiska folkslag. Kung Kamehameha III av Hawaii flyttade år 1845 sitt säte från ön Maui till Oahu. Sedermera byggdes slottet Iolani Palace i Honolulu, det enda kungliga slottet på amerikansk mark. Amerikansk militär lät störta kungahuset i slutet av 1800-talet.
Oahu är i nutidshistorien mest känt för attacken mot marinbasen Pearl Harbor på ön, 7 december 1941. Den japanska attacken förde USA in i 2:a världskriget.

## Geografi
Oahu är rombformad och av vulkaniskt ursprung. En bergskedja (Koʻolau Range) löper från norr till öster, nära den nordöstliga kusten, medan mindre höjder (Waianae Range) finns i väster.
Längst i söder, i utkanten av Honolulu, finns Diamond Head med sin vida krater. Den är resten av en vulkan som hade utbrott för ungefär 300 000 år sedan och skapades sannolikt efter explosioner när uppvällande lava mötte grundvatten. Kratern når 262 meter över havet och täcker en yta av 190 hektar (inklusive de yttre sluttningarna).

## Kommunikationer

### Flygtrafik
Oahus största flygplats (som även är Hawaiis största) ligger utanför Honolulu.
- Honolulu International Airport

På ön finns även militära och civila flygplatser:
- Dillingham flygfält (civil)
- Kalaeloa flygplats (civil, delvis militär)
- Wheeler Army Airfield (militär, armén)
- MCAS Kaneohe Bay (militär, flottan)

### Kollektivtrafik
Oahu har ett väl utbyggt bussnät med bas i Honolulu, kallat The Bus.

## Populärkultur
Ön har varit inspelningsplats för bland andra följande filmer och serier : Djungel-George, Mighty Joe Young, Lost, Gilligan's Island, Pearl Harbor, Jurassic Park, Hawaii Five-O och Magnum P.I.